# بيتشكرافت بريميير الأولى
بيتشكرافت بريميير الأولى (بالإنجليزية: Beechcraft Premier I)‏ هي طائرة نفاثة خفيفة، أنتجت في 1998 بالولايات المتحدة. من صناعة بيتشكرافت. كان أول طيران لها في ديسمبر 22, 1998. ومازالت في الخدمة حتى الآن. صنع منها 260 طائرة.

## وصلات خارجية
- بيتشكرافت بريميير IA الموقع